# Bezirk Suhl

Länet Suhls läge i DDR

Bezirk Suhl var ett län (tyska: Bezirk) i Östtyskland med Suhl som huvudort. Länet hade en area av 3 856 km² och 549 400 invånare (1989).

## Historia
Det grundades tillsammans med övriga 13 distrikt 25 juli 1952 och ersatte då de tidigare tyska delstaterna i Östtyskland. 
Efter den tyska återföreningen (1990) avvecklades länet och området kom till den nyskapade förbundslandet Thüringen. 

## Administrativ indelning
Länet Suhl delades in i åtta distrikt/kretsar (tyska:Kreise).
| Distrikt (Kreis)     | Huvudort           |
| Kreis Bad Salzungen  | Bad Salzungen      |
| Kreis Hildburghausen | Hildburghausen     |
| Kreis Ilmenau        | Ilmenau            |
| Kreis Meiningen      | Meiningen          |
| Kreis Neuhaus        | Neuhaus am Rennweg |
| Kreis Schmalkalden   | Schmalkalden       |
| Kreis Sonneberg      | Sonneberg          |
| Kreis Suhl           | Suhl               |